# 16 أبريل
- السبت
- الأحد
- الاثنين
- الثلاثاء
- الأربعاء
- الخميس
- الجمعة

- 2929 رمضان 1446  هـ
- 301 شوال 1446  هـ
- 312 شوال 1446  هـ
- 13 شوال 1446  هـ
- 24 شوال 1446  هـ
- 35 شوال 1446  هـ
- 46 شوال 1446  هـ
- 57 شوال 1446  هـ
- 68 شوال 1446  هـ
- 79 شوال 1446  هـ
- 810 شوال 1446  هـ
- 911 شوال 1446  هـ
- 1012 شوال 1446  هـ
- 1113 شوال 1446  هـ
- 1214 شوال 1446  هـ
- 1315 شوال 1446  هـ
- 1416 شوال 1446  هـ
- 1517 شوال 1446  هـ
- 1618 شوال 1446  هـ
- 1719 شوال 1446  هـ
- 1820 شوال 1446  هـ
- 1921 شوال 1446  هـ
- 2022 شوال 1446  هـ
- 2123 شوال 1446  هـ
- 2224 شوال 1446  هـ
- 2325 شوال 1446  هـ
- 2426 شوال 1446  هـ
- 2527 شوال 1446  هـ
- 2628 شوال 1446  هـ
- 2729 شوال 1446  هـ
- 2830 شوال 1446  هـ
- 291 ذو القعدة 1446  هـ
- 302 ذو القعدة 1446  هـ
- 13 ذو القعدة 1446  هـ
- 24 ذو القعدة 1446  هـ

16 أبريل أو 16 نيسان أو يوم 16 \ 4 (اليوم السادس عشر من الشهر الرابع) هو اليوم السادس بعد المئة (106) من السنة البسيطة، أو اليوم السابع بعد المئة (107) من السنوات الكبيسة وفقًا للتقويم الميلادي الغربي (الغريغوري). يبقى بعده 259 يوما لانتهاء السنة.

## أحداث
- 641 - فتح مصر وسقوط حصن بابليون في يد عمرو بن العاص بعد حصار دام نحو سبعة أشهر.
- 1799 - الحملة الفرنسية على مصر والشام: معركة جبل طابور - دفع نابليون الجيش العثماني نحو نهر الأردن بعيدًا عن عكا.
- 1906 - بداية تشغيل القطار السريع من شينباشي إلى كوبه في اليابان.
- 1917 - زعيم الحزب الشيوعي البلشفي فلاديمير لينين يعود إلى العاصمة الروسية بيتروجراد بعد عقد كامل في المنفى ليتسلم مقاليد الثورة الروسية وذلك بعد شهر من عزل القيصر نيقولا الثاني.
- 1938 - إيطاليا والمملكة المتحدة توقعان اتفاقية تقضي بأن الدولتين تؤكدان على استقلال كل من اليمن والسعودية وعدم سعي أي من الدولتين الاستعماريتين للحصول على مراكز ممتازة جديدة ذات صفة سياسية في أي من البلدين.
- 1955 - انهيار منجم «جبل بوتا» في ساسيبو بناغاساكي مخلفًا 68 قتيلًا.
- 1972 - انطلاق المكوك الفضائي أبولو 16 باتجاه القمر.
- 1975 - الرئيس المصري محمد أنور السادات يعين محمد حسني مبارك نائبًا للرئيس.
- 1988 - الموساد يغتال خليل الوزير (أبو جهاد) أحد قادة حركة فتح في تونس.
- 1991 - الزعيم السوفيتي ميخائيل غورباتشوف يقوم بزيارة اليابان، وكانت هذه الزيارة هي أول زيارة لرئيس سوفيتي إليه.
- 1993 - إعلان مقاطعة سربرنيتسا في البوسنة والهرسك محمية من الأمم المتحدة.
- 1995 - اغتيال الطفل إقبال مسيح بعد نشاطه في مكافحة عمالة الأطفال في باكستان.
- 2009 - مستوطنون ومتطرفون يهود يخفقون في اقتحام المسجد الأقصى.
- 2011 - المحكمة الإدارية في مصر تصدر قرارًا بحل الحزب الوطني الديمقراطي الذي ظل مهيمنًا على الحياة السياسية في البلاد لعقود طويلة حتى قيام ثورة 25 يناير، كما نص الحكم على مصادرة أصول الحزب وتسليم ممتلكاته إلى الدولة.
- 2014 -
  - انقلاب العبارة الكورية الجنوبية سيئول وعلى متنها عدد من طلاب مدرسة ثانوية، وقد تسبب ذلك في وفاة 295 من أصل 477 راكبًا وعدد من المفقودين.
  - فوز نادي ريال مدريد بكأس ملك إسبانيا عقب تغلبه علي نظيره برشلونة 2-1 في النهائي الذي أقيم على ملعب ميستايا.
- 2016 - زلزالان يضربان كوماموتو في اليابان يوديان بمصرع 44 شخصًا وإصابة 3100 آخرين.
- 2017 - الحُكومة التُركيَّة تعلن فوز مؤيدي التغييرات الدُستوريَّة بعد إجراء الاستفتاء، بِنسبة 51.34%، لِتتحوَّل تُركيا من جُمهُوريَّة برلمانيَّة إلى جُمهُوريَّة رئاسيَّة.

## مواليد
- 778 - الملك لويس الورع، ملك الفرنجة وإمبراطور الإمبراطورية الكارولنجية.
- 1755 - إليزابيث لويز فيغ لوبرون، رسامة فرنسية.
- 1844 - أناتول فرانس، كاتب فرنسي حاصل على جائزة نوبل في الأدب عام 1921.
- 1867 - ويلبر رايت، أحد الأخوان رايت الأمريكيين اللذان اخترعا الطائرة.
- 1889 - تشارلي تشابلن، ممثل أمريكي / بريطاني اشتهر بالكوميديا الصامتة.
- 1924 - حنا مينا، روائي سوري.
- 1927 - البابا بندكت السادس عشر، بابا الكنيسة الرومانية الكاثوليكية.
- 1935 - كاظم حبيب، اقتصادي وسياسي وأستاذ جامعي وكاتب عراقي.
- 1940 - الملكة مارغريت الثانية، ملكة الدنمارك.
- 1947 - كريم عبد الجبار، لاعب كرة سلة أمريكي.
- 1948 - عمار الشريعي، موسيقي مصري.
- 1953 - إيفا، ممثلة مصرية.
- 1954 - إلين باركين، ممثلة أمريكية.
- 1960 -
  - بيير ليتبارسكي، لاعب ومدرب كرة قدم ألماني.
  - رافاييل بينيتز، لاعب ومدرب كرة قدم إسباني.
- 1965 -
  - مانويل انريكه ميخوتو غونزاليز، حكم كرة قدم إسباني.
  - مارتن لورنس، ممثل أمريكي.
- 1966 -
  - يوسف منصور، ممثل ولاعب كونج فو مصري.
  - شمسول مايدن، حكم كرة قدم سنغافوري.
- 1968 - روجينا، ممثلة مصرية.
- 1969 - ياسر جلال، ممثل مصري.
- 1971 - سيلينا، مغنية مكسيكية / أمريكية.
- 1972 - كونشيتا مارتينيز، لاعبة كرة مضرب إسبانية.
- 1973 - إيكون، مغني أمريكي.
- 1977 - فريدريك ليونغبرغ، لاعب كرة قدم سويدي.
- 1985 - ريم النجم، مذيعة سعودية.
- 1987 -
  - آرون لينون، لاعب كرة قدم إنجليزي.
  - أمل العنبري، مغنية وممثلة مغربية.
- 1990 - لورين نيكلسون، ممثلة أمريكية.

## وفيات
- 744 - الوليد بن يزيد، خليفة أموي.
- 1440 - ابن خطيب الناصرية، قاضي وعالم مسلم ومؤرخ شامي.
- 1828 - فرانشيسكو جويا، رسام إسباني.
- 1940 - الشيخ عبد الحميد بن باديس، مصلح جزائري وزعيم حركة الإصلاح في الجزائر.
- 1958 - روزاليند فرانكلين، عالمة كيمياء فيزيائية بريطانية.
- 1967 - كاظم الخطاط، خطاط وشاعر عراقي.
- 1970 - الضيف أحمد، ممثل مصري.
- 1972 - ياسوناري كواباتا، أديب ياباني حاصل على جائزة نوبل في الأدب عام 1968.
- 1988 -
  - خليل الوزير، سياسي وعسكري فلسطيني لاجئ وأحد مؤسسي حركة فتح وجناحها المسلح (العاصفة).
  - عبد السلام هارون، مؤرخ مصري.
- 1995 - إقبال مسيح، ناشط في حقوق الطفل باكستاني.
- 2008 -
  - تركي الهنداوي، عسكري أردني.
  - إدوارد نورتون لورنتز، عالم أمريكي في الرياضيات والأرصاد الجوية.
- 2015 - سعود الورع، إعلامي كويتي.
- 2016 - محمد أيوب، إمام المسجد النبوي.
- 2020 - جين ديتش، رسام رسوم متحركة أمريكي.
- 2021 - محمود الخالدي، ممثل منظمة التحرير الفلسطينية لدى سوريا بين عامي 1969 و2021.
- 2025 - منيزل العنزي، نائب سابق في مجلس الأمة الكويتي.

## أعياد ومناسبات
- اليوم العالمي للصوت.
- يوم العِلم في الجزائر.
- يوم العَلم في الأردن.

- يوم تحرير العبيد في واشنطن العاصمة.

## وصلات خارجية
- وكالة الأنباء القطريَّة: حدث في مثل هذا اليوم.
- النيويورك تايمز: حدث في مثل هذا اليوم.
- BBC: حدث في مثل هذا اليوم.